# HMS Sunfish (N81)
Lo HMS Sunfish (pennant number N81) fu un sommergibile della Royal Navy britannica, appartenente alla classe S, entrato in servizio nel luglio 1937.
Allo scoppio della seconda guerra mondiale il battello operò nel teatro bellico del Mare del Nord contro il traffico navale della Germania nazista, ottenendo i suoi maggiori successi durante una fortunata incursione nello Skagerrak e nel Kattegat nell'aprile 1940; gravemente danneggiato in un attacco aereo tedesco nel settembre 1941 mentre era fermo in porto, il battello tornò in servizio solo nel novembre 1943 venendo adibito unicamente a compiti di addestramento.
Nell'aprile 1944 il Sunfish fu ceduto in prestito dal Regno Unito all'Unione Sovietica, entrando quindi in servizio con la Voenno-morskoj flot sotto la nuova designazione di V-1. In rotta dal Regno Unito per trasferirsi nella base sovietica di Murmansk, il 27 luglio 1944 il battello fu attaccato per errore nel Mar di Norvegia da un bombardiere britannico che lo aveva scambiato per un sommergibile tedesco: il V-1 fu colato a picco con la perdita dell'intero equipaggio.

## Storia

### Entrata in servizio e prime operazioni
Ordinato ai cantieri di Chatham Dockyard il 1º marzo 1935, il battello fu impostato il 22 luglio seguente e quindi varato il 30 settembre 1936 con il nome di Sunfish (la parola in lingua inglese per designare il pesce luna), entrando poi in servizio il 2 luglio 1937 in forza alla 2nd Submarine Flotilla di base a Dundee in Scozia.
Dopo un periodo passato nelle acque di casa tra esercitazioni e lavori di manutenzione di routine, allo scoppio della seconda guerra mondiale nel settembre 1939 il Sunfish fu destinato al teatro di operazioni del Mare del Nord; dopo essersi spostato nella base di Rosyth il sommergibile salpò per la sua prima missione di guerra il 28 ottobre, pattugliando le acque del Dogger Bank fino al 7 novembre seguente ma senza far registrare avvistamenti di unità nemiche. Ricollocatosi nella base di Harwich, tra il 25 novembre 1939 e l'8 febbraio 1940 il Sunfish compì sei pattugliamenti delle acque del Mare del Nord, spingendosi fino al largo delle coste della Norvegia meridionale e dei Paesi Bassi settentrionali ma senza mai far registrare avvistamenti di sorta. Il 19 febbraio, mentre compiva un pattugliamento a nord-ovest di Helgoland, il Sunfish portò invece a termine il suo primo attacco quando avvistò il sommergibile tedesco U-14, anche se tutti e quattro i siluri lanciati dal battello britannico mancarono il bersaglio; al suo rientro alla base il 27 febbraio, il Sunfish fu messo in cantiere a Lowestoft per un periodo di lavori di manutenzione di routine.
Dopo un altro infruttuoso pattugliamento in marzo, il Sunfish ottenne i primi successi nel corso della sua nona missione di guerra, iniziata il 2 aprile 1940: portatosi nelle trafficate acque dello Skagerrak, il 9 aprile il sommergibile affondò con un siluro il mercantile tedesco Amasis da 7.129 tonnellate di stazza a sud di Smögen. Spintosi poi nelle acque del Kattegat, il 10 aprile il Sunfish attaccò prima il mercantile tedesco Hanau e poi più tardi il mercantile tedesco Leuna, ma senza far registrare centri; quella stessa sera, tuttavia, il battello britannico riuscì a colpire con un siluro il piroscafo tedesco Antares da 2.593 tonnellate: la nave affondò con la perdita di 500 uomini imbarcati a bordo, truppe tedesche dirette a Oslo nell'ambito dell'appena iniziata invasione della Norvegia. Il 12 aprile, sempre nelle acque del Kattegat, il Sunfish lanciò un siluro ai danni della nave civetta tedesca Schiff 40/Schürbeck, ma mancò il bersaglio; il giorno seguente, tuttavia, il sommergibile britannico riuscì a riagganciare l'unità e la colpì con un siluro, obbligandola a incagliarsi lungo la costa. L'ultimo successo della fortunata missione fu ottenuto il 14 aprile, quando sempre nel Kattegat il Sunfish colpì e affondò con due siluri la nave civetta tedesca Schiff 35/Oldenburg; il battello rientrò quindi da Harwich il 19 aprile seguente.

### Operazioni sotto bandiera britannica

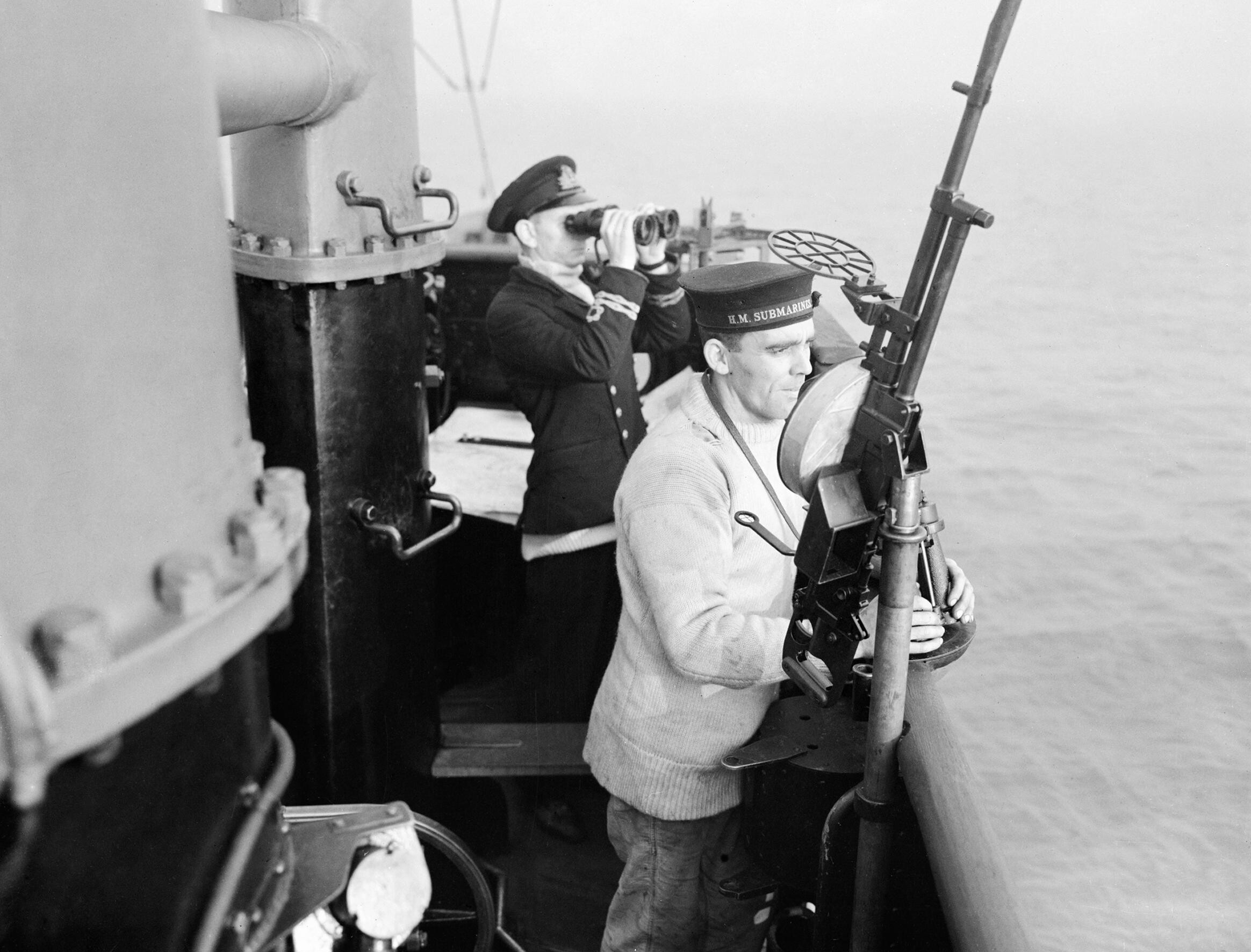
La postazione della mitragliatrice antiaerea da 7,7 mm del Sunfish durante un'esercitazione

Altre missioni di guerra nel Mare del Nord meridionale, tra le coste dei Paesi Bassi e quelle della Norvegia meridionale, condotte tra il maggio e il settembre 1940 non fecero registrare altre azioni per il Sunfish, salvo l'11 luglio l'avvistamento di una petroliera scortata da due cacciatorpediniere al largo di Bergen che tuttavia si allontanò prima che il battello potesse mettersi in posizione di tiro. Dopo una missione di intercettamento di U-Boot condotta in ottobre al largo delle Isole Shetland, il 27 novembre il Sunfish salpò da Blyth per pattugliare le coste norvegesi: il 5 dicembre, nelle acque davanti Sildegapet, il battello britannico colpì e affondò con due siluri il mercantile finlandese Oscar Midling da 2.182 tonnellate, mentre il 7 dicembre danneggiò con un siluro il mercantile norvegese Dixie da 1.715 tonnellate nei pressi di Stadlandet. Il battello rientrò quindi a Blyth il 10 dicembre seguente.
I mesi seguenti furono privi di successi per il Sunfish. Durante un pattugliamento lungo la costa meridionale della Norvegia, il 30 gennaio 1941 il battello britannico mancò una petroliera al largo di Kristiansand, mentre il 2 febbraio seguente mancò il mercantile Hanau davanti Lister e dovette sfuggire alla caccia del dragamine tedesco M 1108 che contrattaccò con un lancio di bombe di profondità. Alla fine di febbraio il sommergibile pattugliò il Vestfjorden nella Norvegia settentrionale in preparazione di un'incursione anfibia dei British Commandos alle isole Lofoten (operazione Claymore), agendo poi da faro per guidare lo sbarco dei reparti britannici il 4 marzo. Dopo una missione di pattugliamento nel Golfo di Biscaglia tra il 26 marzo e il 14 aprile, il Sunfish fu quindi messo in cantiere a Wallsend per lavori di manutenzione di routine.
Poco prima che i lavori fossero completati, il 30 settembre 1941 il Sunfish fu gravemente danneggiato da alcune bombe tedesche cadute nelle vicinanze durante un'incursione aerea su Wallsend. Spostato a Portsmouth il 14 novembre per le riparazioni, la stima di 9-10 mesi per completare i lavori si rivelò impossibile da rispettare a causa di altre più pressanti priorità per i cantieri della zona e il Sunfish non tornò pienamente in servizio che due anni più tardi, l'11 novembre 1943. Per i mesi seguenti il battello fu impiegato unicamente in manovre di addestramento ed esercitazione anti-sommergibili delle unità britanniche nelle acque di Campbeltown, Morecambe Bay, Dundee e Scapa Flow.

### Passaggio alla Marina sovietica e affondamento
Il 10 aprile 1944 il Sunfish fu uno dei quattro sommergibili della Royal Navy designati perché fossero ceduti "in prestito" alla Marina militare sovietica; di conseguenza, il 6 maggio 1944 un equipaggio sovietico prese possesso del battello nella base di Rosyth e nelle settimane seguenti condusse svariate esercitazioni nell'area per prendere confidenza con il mezzo. Il sommergibile entrò ufficialmente in servizio con la Marina sovietica il 26 giugno, assumendo la denominazione di V-1 (in cirillico B-1); comandante dell'unità fu designato il capitano di 2° rango Izráil' Fisanóvič, esperto sommergibilista già insignito del titolo di Eroe dell'Unione Sovietica.
Salpato da Dundee alla fine di luglio per dirigere sulla base di Murmansk, il V-1 scomparve in mare il 27 luglio 1944 dopo essere caduto vittima di un incidente di fuoco amico. Mentre era in navigazione nel Mar di Norvegia circa 220 miglia nautiche a nord delle isole Shetland, alle 06:10 il battello fu sorpreso in superficie da un bombardiere Consolidated B-24 Liberator appartenente al No. 86 Squadron RAF del Coastal Command britannico: scambiato dal velivolo per un U-Boot tedesco, il V-1 fu raggiunto da alcune bombe che ne causarono un rapido affondamento nella posizione 64° 34' N, 1° 16' O. L'intero equipaggio (50 tra ufficiali e marinai sovietici e un ufficiale di collegamento britannico) andò perduto insieme al battello; l'equipaggio del V-1 è tuttora ricordato presso il memoriale del Dundee International Submarine Memorial, dedicato ai caduti dei sommergibili alleati di base a Dundee durante la guerra.
L'affondamento del V-1 diede luogo a diverse controversie. Per lungo tempo i resoconti ufficiali addebitarono l'affondamento a un errore del comandante Fisanóvič, che uscì dal corridoio di trasferimento precedentemente concordato con i comandi britannici e che poi, all'approssimarsi del Liberator, tentò una manovra di immersione rapida invece di lanciare i preventivati segnali di riconoscimento come da istruzioni ricevute. L'inchiesta formale indetta congiuntamente dall'Ammiragliato britannico e dal comando della Royal Air Force scagionò il comandante sovietico: al momento dell'affondamento il V-1 si trovava ben all'interno del corridoio "sicuro" che gli era stato assegnato, e invece fu il Liberator a trovarsi fuori rotta e a non eseguire le opportune manovre di identificazione del bersaglio prima di attaccarlo.